# Puerto, fortalezas y conjunto monumental de Cartagena
En 1984, la Unesco incluyó el centro histórico de Cartagena de Indias, el conjunto de sus fortificaciones y el puerto en la lista de Patrimonio de la Humanidad.

## Sitios de interés

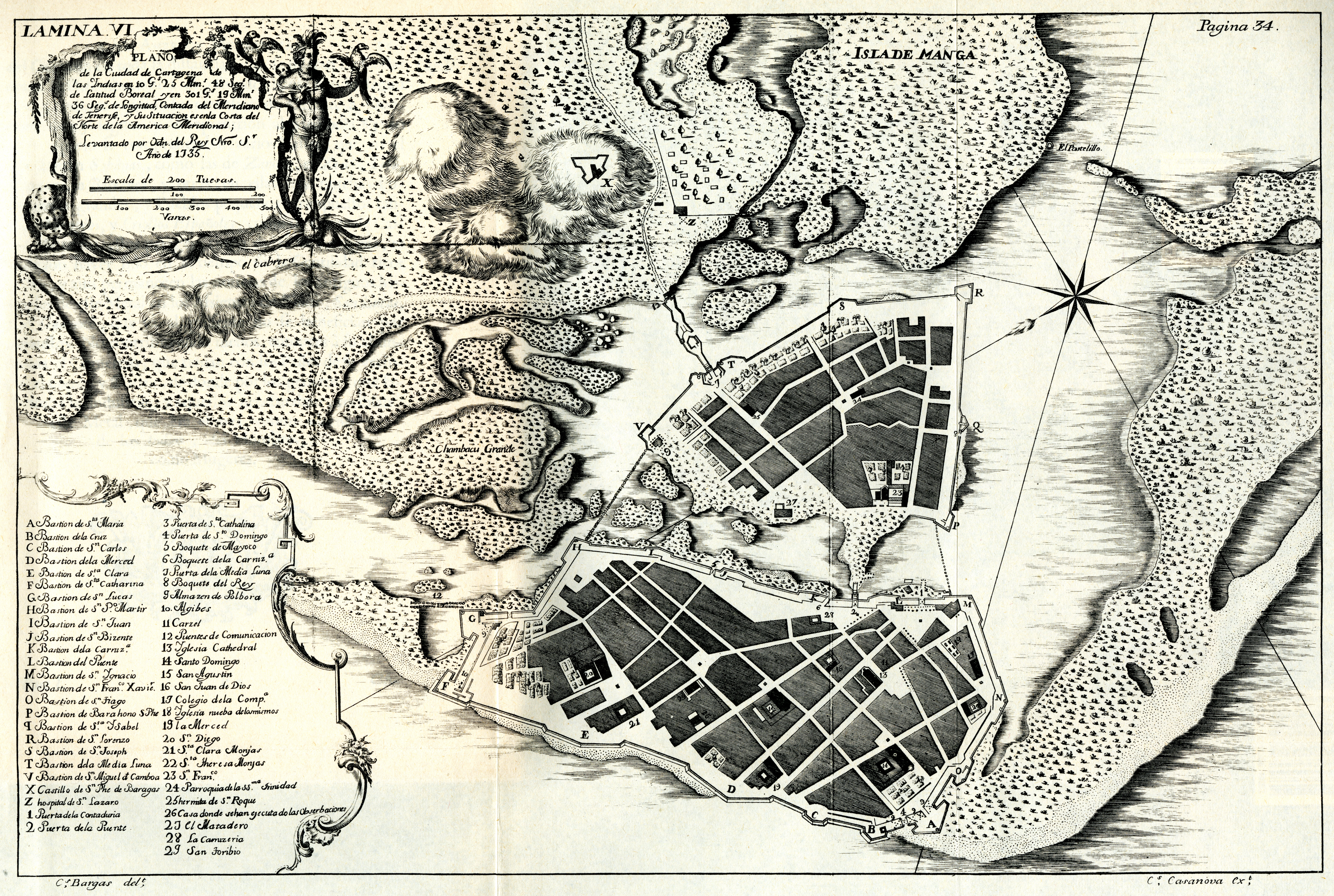
Plano de Cartagena de las Indias realizado en 1735 y publicado en la Obra Relación Histórica del Viaje a la América Meridional, de Jorge Juan y Antonio de Ulloa.

### Plazas
- Plaza de los Coches. Ubicada dentro de la ciudad amurallada, se encuentra rodeada de casonas coloniales y presidida por la estatua de Pedro de Heredia, fundador de Cartagena.
- Plaza de Santo Domingo.
- Plaza de la Aduana. Presidida por la estatua de Cristóbal Colón.
- Plaza de Bolívar.
- Plaza de Armas o del Parque.
- Plaza de la Proclamación.
- Plaza de San Francisco.
- Plaza de San Pedro Claver.
- Plaza Fernández de Madrid (antes, de los Jagüeyes y de Santo Toribio).
- Plaza de San Diego.
- Plaza de Santa Teresa.
- Plaza del Tejadillo.
- Plazuela de la Merced.
- Plazuela del Estudiante.

### Monumentos
- Estatua de Pedro de Heredia
- Estatua de Cristóbal Colón
- Estatua de Fernández de Madrid
- Estatua de la India Catalina
- Estatua de Gabriel García Márquez
- Mausoleo y busto de Gabriel García Márquez
- Estatua de Juan Pablo II
- Estatua de Adolfo Mejía
- Camellón de los Mártires
- Los Pegasos
- Conjunto estatuario de San Pedro Claver
- Las chatarras
- Parque del Centenario

### Edificios civiles
- Barrio Getsemaní y el muelle de los Pegasos.
- Casa del Marqués del Premio Real.
- Casa del Marqués de Valdehoyos
- Casa de la Aduana.
- Teatro Adolfo Mejía (antes, Heredia).
- Palacio de Gobierno.
- Palacio de Justicia.
- Casa de la Moneda.
- Torre del Reloj.

### Arquitectura religiosa
- Catedral Santa Catalina de Alejandría.
- Iglesia y convento de San Pedro Claver, construida en el siglo XVII por los jesuitas y donde reposan los restos de San Pedro Claver, uno de los defensores de la causa de la población negra.
- Palacio de la Inquisición.
- Convento de San Agustín.
- Iglesia de Santo Domingo.
- Iglesia de Santo Toribio.
- Iglesia de la Santísima Trinidad.
- Iglesia de la Tercera Orden.
- Iglesia de Nuestra Señora de las Mercedes-Ermita del Cabrero.
- Ermita de San Roque.
- Convento de San Francisco.
- Edificio de la Alcaldía Mayor.

### Museos
- Museo del Oro Zenú.
- Museo de Arte Moderno de Cartagena de Indias.
- Museo Naval del Caribe.
- Museo Histórico de Cartagena (Palacio de la Inquisición).
- Casa Museo La Presentación.
- Casa Museo Rafael Núñez.

### Arquitectura militar
- Castillo de San Felipe de Barajas, fortaleza española construida para proteger la ciudad del asedio de los piratas.
- Las Murallas.
- Las Bóvedas.
- Fuerte de San Sebastián del Pastelillo.
- Fuerte de San Fernando de Bocachica.
- Fuerte batería de San José.
- Batería del Arcángel San Rafael.